# Campionati francesi di sci alpino 1996
I Campionati francesi di sci alpino 1996 si svolsero a Vars il 24 dicembre 1995 e a Les Menuires dal 24 al 29 marzo 1996. Il programma incluse gare di discesa libera, supergigante, slalom gigante, slalom speciale e combinata, sia maschili sia femminili.
Trattandosi di competizioni valide anche ai fini del punteggio FIS, vi parteciparono anche sciatori di altre federazioni, senza che questo consentisse loro di concorrere al titolo nazionale francese.

## Risultati

### Uomini

#### Discesa libera
| Pos. | Atleta                | Nazione  | Tempo   |
| ---- | --------------------- | -------- | ------- |
| 1    | Luc Alphand           | Francia  | 1:08,53 |
| 2    | Benjamin Melquiond    | Francia  | 1:08,91 |
| 3    | Adrien Duvillard      | Francia  | 1:08,95 |
| 4    | Didier Cuche          | Svizzera | 1:09,00 |
| 5    | Jean-Luc Crétier      | Francia  | 1:09,01 |
| 6    | Christophe Plé        | Francia  | 1:09,16 |
| 7    | Christian Greber      | Austria  | 1:09,19 |
| 8    | Vincent Blanc         | Francia  | 1:09,26 |
| 9    | Frédéric Marin-Cudraz | Francia  | 1:09,40 |
| 10   | Antoine Dénériaz      | Francia  | 1:09,42 |

Data: 26 marzo 1996

Località: Les Menuires

#### Supergigante
| Pos. | Atleta                | Nazione  | Tempo   |
| ---- | --------------------- | -------- | ------- |
| 1    | Didier Cuche          | Svizzera | 1:15,15 |
| 2    | Xavier Fournier-Bidoz | Francia  | 1:15,19 |
| 3    | Benjamin Melquiond    | Francia  | 1:15,25 |
| 4    | Luc Alphand           | Francia  | 1:15,48 |
| 5    | Vincent Millet        | Francia  | 1:15,70 |
| 6    | Patrice Manuel        | Francia  | 1:15,84 |
| 6    | Frédéric Marin-Cudraz | Francia  | 1:15,84 |
| 8    | Christophe Saioni     | Francia  | 1:16,27 |
| 9    | Jean-Luc Crétier      | Francia  | 1:16,37 |
| 10   | Franck Piccard        | Francia  | 1:16,48 |

Data: 29 marzo 1996

Località: Les Menuires

#### Slalom gigante
| Pos. | Atleta            | Nazione | Tempo   |
| ---- | ----------------- | ------- | ------- |
| 1    | Christophe Saioni | Francia | 2:01,99 |
| 2    | Joël Chenal       | Francia | 2:02,66 |
| 3    | Ian Piccard       | Francia | 2:02,95 |
| 4    | Frédéric Covili   | Francia | 2:03,03 |
| 5    | Pierrick Bourgeat | Francia | 2:03,27 |
| 6    | Jeff Piccard      | Francia | 2:03,61 |
| 7    | Kévin Page        | Francia | 2:03,69 |
| 7    | Romain Valla      | Francia | 2:03,69 |
| 9    | Yves Dimier       | Francia | 2:03,90 |
| 10   | Patrice Manuel    | Francia | 2:03,98 |

Data: 24 marzo 1996

Località: Les Menuires

#### Slalom speciale
| Pos. | Atleta             | Nazione | Tempo   |
| ---- | ------------------ | ------- | ------- |
| 1    | Sébastien Amiez    | Francia | 1:37,56 |
| 2    | Kévin Page         | Francia | 1:38,10 |
| 3    | Max Ancenay        | Francia | 1:40,33 |
| 4    | Éric Rolland       | Francia | 1:40,70 |
| 5    | Gregory Guignier   | Francia | 1:41,51 |
| 6    | Pierre Violon      | Francia | 1:41,63 |
| 7    | Laurent Hudry      | Francia | 1:43,64 |
| 8    | Vincent Millet     | Francia | 1:44,18 |
| 9    | Christophe Gilbert | Francia | 1:44,35 |
| 10   | Alain Tollet       | Francia | 1:44,84 |

Data: 24 dicembre 1995

Località: Vars

#### Combinata
| Pos. | Atleta     | Nazione |
| ---- | ---------- | ------- |
| 1    | Kévin Page | Francia |
| 2    | ?          | ?       |
| 3    | ?          | ?       |

### Donne

#### Discesa libera
| Pos. | Atleta           | Nazione | Tempo   |
| ---- | ---------------- | ------- | ------- |
| 1    | Carole Montillet | Francia | 1:13,67 |
| 2    | Régine Cavagnoud | Francia | 1:14,07 |
| 3    | Leatitia Dalloz  | Francia | 1:14,20 |
| 4    | Mélanie Suchet   | Francia | 1:14,70 |
| 5    | Marianne Bréchu  | Francia | 1:14,88 |
| 6    | Carole Moschetti | Francia | 1:15,18 |
| 7    | Delphine Dunand  | Francia | 1:15,24 |
| 8    | Sabine Fraise    | Francia | 1:15,28 |
| 9    | Fanny Marullaz   | Francia | 1:15,29 |
| 10   | Nathalie Bouvier | Francia | 1:15,57 |

Data: 25 marzo 1996

Località: Les Menuires

#### Supergigante
| Pos. | Atleta                   | Nazione | Tempo   |
| ---- | ------------------------ | ------- | ------- |
| 1    | Régine Cavagnoud         | Francia | 1:19,70 |
| 2    | Fujiko Sekino            | Francia | 1:20,33 |
| 3    | Marianne Bréchu          | Francia | 1:20,78 |
| 4    | Carole Montillet         | Francia | 1:20,91 |
| 5    | Sophie Lefranc-Duvillard | Francia | 1:21,14 |
| 6    | Karine Allard            | Francia | 1:21,53 |
| 7    | Ingrid Jacquemod         | Francia | 1:21,65 |
| 8    | Mélanie Suchet           | Francia | 1:21,70 |
| 9    | Leatitia Dalloz          | Francia | 1:21,83 |
| 10   | Leïla Piccard            | Francia | 1:21,86 |

Data: 29 marzo 1996

Località: Les Menuires

#### Slalom gigante
| Pos. | Atleta             | Nazione | Tempo   |
| ---- | ------------------ | ------- | ------- |
| 1    | Régine Cavagnoud   | Francia | 1:43,61 |
| 2    | Kristina Duvillard | Francia | 1:43,70 |
| 3    | Céline Martin      | Francia | 1:44,70 |
| 4    | Christel Pascal    | Francia | 1:45,21 |
| 5    | Ingrid Jacquemod   | Francia | 1:45,46 |
| 6    | Vanessa Vidal      | Francia | 1:45,75 |
| 7    | Marianne Bréchu    | Francia | 1:45,99 |
| 7    | Carole Moschetti   | Francia | 1:45,99 |
| 7    | Isabelle Sourd     | Francia | 1:45,99 |
| 10   | Sabine Fraise      | Francia | 1:46,29 |

Data: 24 marzo 1996

Località: Les Menuires

#### Slalom speciale
| Pos. | Atleta            | Nazione  | Tempo   |
| ---- | ----------------- | -------- | ------- |
| 1    | Patricia Chauvet  | Francia  | 1:45,24 |
| 2    | Laure Pequegnot   | Francia  | 1:45,49 |
| 3    | Christel Pascal   | Francia  | 1:46,15 |
| 4    | Hélène Richard    | Francia  | 1:47,59 |
| 5    | Vanessa Vidal     | Francia  | 1:47,72 |
| 6    | Isabelle Sourd    | Francia  | 1:48,13 |
| 7    | Fujiko Sekino     | Francia  | 1:48,72 |
| 8    | Céline Dole       | Francia  | 1:48,99 |
| 9    | Sandra Baptendier | Francia  | 1:49,32 |
| 10   | Ophélie David     | Ungheria | 1:50,10 |

Data: 24 dicembre 1995

Località: Vars

#### Combinata
| Pos. | Atleta          | Nazione |
| ---- | --------------- | ------- |
| 1    | Laure Pequegnot | Francia |
| 2    | ?               | ?       |
| 3    | ?               | ?       |